# デイヴィッド・ブレイナード

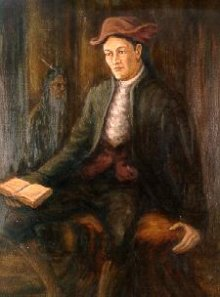
デイヴィッド・ブレイナード

デイヴィッド・ブレイナード、（英語:David Brainerd、1718年4月20日 –1747年10月9日）は、アメリカインディアンへの宣教師であった。
ブレイナードはコネチカット州に生まれた。彼は14歳で孤児になり、1739年、21歳でクリスチャンとして強く献身した経験を持っている。そのすぐ後、彼はイェール大学に入った。しかし、彼は3年の時、ある教授について「あの教授はこの椅子以上の恵みをもっていない」と言ったために、退学処分に処せられた。この出来事はブレイナードを非常に落ち込ませた。しかし、二ヵ月後、24歳の誕生日の日記に記している。「今までこれほど神のために生き、深く主を愛することを願ったことはない。私はいのちを奉げつくし、主に仕え礼拝し、神の栄光のために生きることを求めた。」
大学は後にキャンパスの建物にブレイナードの名を付けた。これは退学させられた学生にちなんで名づけられた唯一の建物である。
ブレイナードはミニストリーの準備をし、1742年に説教することを認められ、1743年の初めに、アメリカ先住民の宣教師として献身する。スコットランドの宣教団体の支援を受け、召天までデラウェア・インディアンの間で宣教の働きをした。彼のインディアンに対する霊的、地上の必要の両面への英雄的、無私の働きは、生まれつき弱い健康状態を損なった。そして1747年10月19日、友人のジョナサン・エドワーズの家で天に召された。ブレイナードの死因は結核だと言われている。エドワーズの娘ジャルシャは付き切りで看護にあたった。
彼の存在は本によって1800年代に広く知られるようになった。『ブレイナードの日記』は、1746年に出版された。また1749年にジョナサン・エドワーズはおもに日記と私的な著述からなる「デイヴィッド・ブレイナード師の生涯」を出版した。

## 著書
- 『ブレイナードの日記』オズワルド・J・スミス編著　いのちのことば社　ISBN 4264003822

### 音声
- David Brainerd Audio Biography
- David Brainerd Journal Part 1
- David Brainerd Journal Part 2
- David Brainerd Journal Part 3